# 비치랜드 마라에타이 AFC
비치랜드 마라에타이 AFC(Beachlands Maraetai Association Football Club)는 뉴질랜드 비치랜드를 연고로 하는 축구단이다. 구단은 현재 NRFL 콘퍼런스에 참가하고 있다.

## 역사
구단은 2017년과 2018년 NRF 챔피언십에서 2위를 차지했지만 두 해 모두 승격 플레이오프에서 패하면서 승격은 좌절되었다. 2019년에는 결국 챔피언십에서 우승하고 NRFL 디비전 2로 승격되었다. 2021년에는 디비전 1로 승격하지 못한 채 3위를 차지했다.
2022년 현재까지 구단은은 채텀 컵에 11번 출전했다. 2006년 처음 대회에 참가했고, 최고 기록은 3라운드에 진출한 2017년이었다.

## 대회 기록
- NRF 챔피언십 우승 : 2019